# 플라스크 (웹 프레임워크)
플라스크(Flask)는 파이썬으로 작성된 마이크로 웹 프레임워크의 하나로, Werkzeug 툴킷과 Jinja2 템플릿 엔진에 기반을 둔다. BSD 라이선스이다.
플라스크의 최신 안정판은 2017년 5월 기준으로 1.1.1이다. 플라스크 프레임워크를 사용하는 애플리케이션에는 핀터레스트, 링크드인, 플라스크 자체를 위한 공동체 웹 페이지를 포함한다.
플라스크는 특별한 도구나 라이브러리가 필요 없기 때문에 마이크로 프레임워크라 부른다. 데이터베이스 추상화 계층, 양식 유효성 확인, 기타 기존의 서드파티 라이브러리가 공통 기능을 제공하는 구성 요소가 없다. 그러나 플라스크는 플라스 자체에서 구현된 것처럼 애플리케이션 기능을 추가할 수 있는 확장 기능을 지원한다. 확장 기능은 객체 관계 매퍼, 양식 유효성 확인, 업로드 관리, 다양한 개방형 인증 기술, 여러 공통 프레임워크 관련 도구들을 위해 존재한다. 확장 기능들은 코어 플라스크 프로그램에 비해 훨씬 더 정기적으로 업데이트된다.

## 예제
다음의 코드는 Hello World!를 출력하는 단순한 웹 애플리케이션을 보여준다:
```
from
 
flask
 
import
 
Flask

app
 
=
 
Flask
(
__name__
)

@app
.
route
(
"/"
)

def
 
hello
():

    
return
 
"Hello World!"

if
 
__name__
 
==
 
"__main__"
:

    
app
.
run
()

```

## 같이 보기
- 장고 (웹 프레임워크)
- Pylons
- 토네이도 (웹 서버)
- Web2py